# أبو بكر الحنفي
أبو بكر عبد الكبير بن عبد المجيد الحنفي البصري أحد رواة الحديث النبوي.
حدث عن خثيم بن عراك، وأسامة بن زيد الليثي، وعبد الحميد بن جعفر، ويونس بن أبي إسحاق، وسعيد بن أبي عروبة، والضحاك بن عثمان، وأفلح بن حميد، وطائفة. كان من أئمة الحديث. روى عنه: أحمد بن حنبل، وإسحاق بن راهويه، وابن المديني، وبندار، ومحمد بن المثنى بن دينار العنزي، وإسحاق الكوسج، ومحمد بن يحيى، والكديمي وخلق كثير. وثقه أحمد بن حنبل وغيره.

## وفاته
توفي الحنفي سنة 204 هـ.